# Exécutif Van den Brande II
L'exécutif Van den Brande II est un gouvernement flamand tripartite composé de socialistes, démocrate-chrétiens et la Volksunie.
Cet exécutif fonctionne du 30 janvier 1992 au 20 octobre 1992. Le gouvernement Van den Brande III lui succèdera.

## Composition
| Fonction | Titulaire | Titulaire                 | Parti |
| --- | --------- | ------------------------- | ----- |
| Président de l’Exécutif flamand, ministre communautaire de l’Économie, des PME, de la Politique scientifique, de l’Énergie et des Relations extérieures |           | Luc Van den Brande        | CVP   |
| Vice-président de l’Exécutif flamand, ministre communautaire de l’Environnement et du Logement                                                          |           | Norbert De Batselier      | SP    |
| Ministre communautaire des Travaux publics, de l’Aménagement du territoire et des Affaires intérieures                                                  |           | Theo Kelchtermans         | CVP   |
| Ministre communautaire de la Culture et des Affaires bruxelloises                                                                                       |           | Hugo Weckx                | CVP   |
| Ministre communautaire de l’Enseignement et de la Fonction publique                                                                                     |           | Luc Van den Bossche       | SP    |
| Ministre communautaire des Communications, du Commerce extérieur et des Réformes institutionnelles                                                      |           | Johan Sauwens             | VU    |
| Ministre communautaire des Affaires sociales et de l’Emploi                                                                                             |           | Leona Detiège             | SP    |
| Ministre communautaire des Finances et du Budget, de la Santé, Bien-être et de la Famille                                                               |           | Wivina Demeester-De Meyer | CVP   |